# ホリー・パランス
ホリー・パランス（Holly Palance、1950年8月5日 - ）は、アメリカ合衆国の女優。カリフォルニア州出身。

## 出演作品
- タッチ・ダウン'90
- アンダー・ファイア
- オーメン（ベビーシッター）